# Lakeside (Virgínia)
Lakeside és una concentració de població designada pel cens dels Estats Units a l'estat de Virgínia. Segons el cens del 2000 tenia 11.157 habitants.

## Demografia
Segons el cens del 2000, Lakeside tenia 11.157 habitants, 4.982 habitatges, i 2.909 famílies. La densitat de població era de 1.025,7 habitants per km².
Dels 4.982 habitatges en un 24,1% hi vivien nens de menys de 18 anys, en un 42,1% hi vivien parelles casades, en un 12,8% dones solteres, i en un 41,6% no eren unitats familiars. En el 33,9% dels habitatges hi vivien persones soles el 12% de les quals corresponia a persones de 65 anys o més que vivien soles. El nombre mitjà de persones vivint en cada habitatge era de 2,19 i el nombre mitjà de persones que vivien en cada família era de 2,8.
Per edats la població es repartia de la següent manera: un 20,2% tenia menys de 18 anys, un 6,7% entre 18 i 24, un 34,2% entre 25 i 44, un 21,3% de 45 a 60 i un 17,6% 65 anys o més.
L'edat mediana era de 38 anys. Per cada 100 dones de 18 o més anys hi havia 83,8 homes.
La renda mediana per habitatge era de 40.641 $ i la renda mediana per família de 47.398 $. Els homes tenien una renda mediana de 32.378 $ mentre que les dones 27.343 $. La renda per capita de la població era de 22.242 $. Entorn del 6,2% de les famílies i el 8% de la població estaven per davall del llindar de pobresa.

## Poblacions més properes
El següent diagrama mostra les poblacions més properes.